# Elecciones municipales de 2023 en Madrid
Las elecciones municipales de 2023 se celebraron en Madrid el domingo 28 de mayo, de acuerdo con el Real Decreto de convocatoria de elecciones locales en España dispuesto el 3 de abril de 2023 y publicado en el Boletín Oficial del Estado el 4 de abril. Se eligieron a los 57 concejales del pleno del Ayuntamiento de Madrid, a través de un sistema proporcional (método d'Hondt), con listas cerradas y un umbral electoral del 5%.

## Resultados
Según los resultados, el actual Alcalde de Madrid, José Luis Martínez-Almeida (Partido Popular) logró la mayoría absoluta en el consistorio, asegurando su reelección como máximo regidor de la capital española.
|  | 44.5 % |

|  | 19.1 % |

|  | 16.8 % |

|  | 9.1 % |

|  | 4.9 % |

|  | 2.9 % |

|  | 0.51 % |

|  | 0.39 % |

|  | 0.17 % |

|  | 0.15 % |

|  | 0.12 % |

|  | 0.09 % |

|  | 0.08 % |

|  | 0.07 % |

|  | 0.07 % |

|  | 0.05 % |

|  | 0.03 % |

|  | 0.05 % |

|  | 0.04 % |

|  | 0.02 % |

|  | 0.02 % |

|  | 99.23 % |

## Encuestas

### Por partidos políticos
| Encuestadora                                        | Fecha                   | Fecha   | Tamaño    | Participación | PP             | MM                  | PSOE-M | Vox   | Cs    | Podemos | Recupera Madrid | Dis. |      |     |     |     |   |      |
| --------------------------------------------------- | ----------------------- | ------- | --------- | ------------- | -------------- | ------------------- | ------ | ----- | ----- | ------- | --------------- | ---- | ---- | --- | --- | --- | - | ---- |
| Encuestadora                                        | Fecha                   | Fecha   | Tamaño    | Participación | RTVE/DatosRTVE | 28 de abril de 2023 | %      |       | ?     | 39,4    | 23,2            | Dis. | 17,5 | 7,8 | 5,5 | 4,9 | - | 16,0 |
| Escaños                                             | 24                      | 14      | 11        | 5             | RTVE/DatosRTVE | 28 de abril de 2023 | 2      | 1     | ?     | -       | 10              |      |      |     |     |     |   |      |
| Electrográfica/SigmaDos                             | 15 de abril de 2023     | %       |           | ?             | 38,2           | 23,9                | 17,5   | 7,1   | 6,2   | 5,8     | -               | 14,3 |      |     |     |     |   |      |
| Electrográfica/SigmaDos                             | 15 de abril de 2023     | Escaños | 22/23     | ?             | 14/15          | 10/11               | 3/4    | 2/3   | 2/3   | -       | 7/8             |      |      |     |     |     |   |      |
| RTVE/DatosRTVE                                      | 13 de abril de 2023     | %       |           | ?             | 38,5           | 25,4                | 15,6   | 9,7   | 4,5   | 4,4     | -               | 13,1 |      |     |     |     |   |      |
| RTVE/DatosRTVE                                      | 13 de abril de 2023     | Escaños | 25        | ?             | 14             | 10                  | 5      | 1     | 1     | -       | 11              |      |      |     |     |     |   |      |
| Electografica/IMOP                                  | 28 de marzo de 2023     | %       |           | ?             | 38,3           | 23,9                | 17,0   | 8,6   | 6,8   | 3,6     | -               | 14,4 |      |     |     |     |   |      |
| Electografica/IMOP                                  | 28 de marzo de 2023     | Escaños | 24        | ?             | 14             | 10                  | 5      | 4     | 0     | -       | 10              |      |      |     |     |     |   |      |
| Electografica/Sociometrica                          | 6 de marzo de 2023      | %       |           | ?             | 38,2           | 27,3                | 13,9   | 10,1  | 4,6   | 4,4     | -               | 10,9 |      |     |     |     |   |      |
| Electografica/Sociometrica                          | 6 de marzo de 2023      | Escaños | 23/24     | ?             | 16/17          | 8/9                 | 6/7    | 0/3   | 0/2   | -       | 6               |      |      |     |     |     |   |      |
| Libertad Digital/GAD3                               | 15 de febrero de 2023   | %       |           | ?             | 45,1           | 18,3                | 17,2   | 6,7   | 3,9   | 6,4     | 1,2             | 26,8 |      |     |     |     |   |      |
| Libertad Digital/GAD3                               | 15 de febrero de 2023   | Escaños | 28        | ?             | 11             | 10-11               | 4      | 0     | 3-4   | 0       | 17              |      |      |     |     |     |   |      |
| OKDIARIO                                            | 15 de octubre de 2022   | %       |           | ?             | 32,1           | 27,5                | 13,5   | 11,4  | 7,6   | 6,4     | -               | 4,6  |      |     |     |     |   |      |
| OKDIARIO                                            | 15 de octubre de 2022   | Escaños | 19        | ?             | 16             | 8                   | 7      | 4     | 3     | -       | 3               |      |      |     |     |     |   |      |
| 40dB                                                | 6-13 de octubre de 2022 | %       |           | ?             | 37,7           | 28,5                | 18,1   | 7,5   | 6,2   | -       | -               | 9,2  |      |     |     |     |   |      |
| 40dB                                                | 6-13 de octubre de 2022 | Escaños | 22        | ?             | 17             | 11                  | 4      | 3     | -     | -       | 5               |      |      |     |     |     |   |      |
| gad3                                                | 13 de julio de 2022     | %       |           | ?             | 45,6           | 16,6                | 19,4   | 7,9   | 2,6   | 5,2     | -               | 26,2 |      |     |     |     |   |      |
| gad3                                                | 13 de julio de 2022     | Escaños | 28-30     | ?             | 10             | 12                  | 4-5    | 0     | 0-3   | -       | 16              |      |      |     |     |     |   |      |
| LaVanguardia                                        | 16 de mayo de 2022      | %       |           | ?             | 35,3           | 26,9                | 15,1   | 11,8  | 6,7   | -       | -               | 8,4  |      |     |     |     |   |      |
| LaVanguardia                                        | 16 de mayo de 2022      | Escaños | 21        | ?             | 19             | 9                   | 7      | 4     | -     | -       | 3               |      |      |     |     |     |   |      |
| Elecciones a la Asamblea de Madrid de 2021          | 4 de mayo de 2021       | %       | 1 789 253 | 75,62%        | 45,40          | 17,9                | 16,06  | 8,12  | 3,70  | 7,47    | -               | 27,5 |      |     |     |     |   |      |
| Elecciones a la Asamblea de Madrid de 2021          | 4 de mayo de 2021       | /       | 1 789 253 | 75,62%        |                |                     |        |       |       |         |                 |      |      |     |     |     |   |      |
| Elecciones generales de España de noviembre de 2019 | 10 de noviembre de 2019 | %       | 1.765.443 | 74,05%        | 27,31          | 6,33                | 26,42  | 16,03 | 8,85  | 13,04   | -               | 0,89 |      |     |     |     |   |      |
| Elecciones generales de España de noviembre de 2019 | 10 de noviembre de 2019 | Escaños | 1.765.443 | 74,05%        | /              | /                   | /      | /     | /     | /       | /               | /    |      |     |     |     |   |      |
|                                                     |                         |         |           |               |                |                     |        |       |       |         |                 |      |      |     |     |     |   |      |
| Elecciones municipales de 2019 en Madrid            | 26 de mayo de 2019      | %       | 1 635 963 | 68,23 %       | 24,25          | 30,99               | 13,75  | 7,67  | 19,17 | -       | -               | 6,74 |      |     |     |     |   |      |
| Elecciones municipales de 2019 en Madrid            | 26 de mayo de 2019      | Escaños | 1 635 963 | 68,23 %       | 15             | 19                  | 8      | 4     | 11    | -       | -               | 4    |      |     |     |     |   |      |

### Por bloques ideológicos
| Encuestadora                                        | Fecha                   | Fecha   | Tamaño    | Participación | Bloque de la derecha | Bloque de la derecha | Bloque de la derecha | Bloque de la izquierda | Bloque de la izquierda | Bloque de la izquierda | Bloque de la izquierda | Dis.  |      |      |      |      |     |
| Encuestadora                                        | Fecha                   | Fecha   | Tamaño    | Participación | PP                   | Vox                  | Cs                   | MM                     | PSOE-M                 | Podemos                | Recupera Madrid        | Dis.  |      |      |      |      |     |
| --------------------------------------------------- | ----------------------- | ------- | --------- | ------------- | -------------------- | -------------------- | -------------------- | ---------------------- | ---------------------- | ---------------------- | ---------------------- | ----- | ---- | ---- | ---- | ---- | --- |
| Encuestadora                                        | Fecha                   | Fecha   | Tamaño    | Participación | RTVE/DatosRTVE       | 28 de abril de 2023  | %                    |                        | ?                      | 52,7                   | 52,7                   | 52,7  | 45,6 | 45,6 | 45,6 | 45,6 | 7,1 |
| Escaños                                             | 31                      | 31      | 31        | 26            | 26                   | 26                   | 26                   | 5                      | ?                      |                        |                        |       |      |      |      |      |     |
| Electrográfica/SigmaDos                             | 15 de abril de 2023     | %       |           | ?             | 51,5                 | 51,5                 | 51,5                 | 47,2                   | 47,2                   | 47,2                   | 47,2                   | 4,3   |      |      |      |      |     |
| Electrográfica/SigmaDos                             | 15 de abril de 2023     | Escaños | 29/30     | 29/30         | 29/30                | 26/27                | 26/27                | 26/27                  | 26/27                  | 3/4                    |                        |       |      |      |      |      |     |
| RTVE/DatosRTVE                                      | 13 de abril de 2023     | %       |           | ?             | 52,7                 | 52,7                 | 52,7                 | 45,4                   | 45,4                   | 45,4                   | 45,4                   | 7,3   |      |      |      |      |     |
| RTVE/DatosRTVE                                      | 13 de abril de 2023     | Escaños | 31        | 31            | 31                   | 26                   | 26                   | 26                     | 26                     | 5                      |                        |       |      |      |      |      |     |
| Electografica/IMOP                                  | 28 de marzo de 2023     | %       |           | ?             | 53,7                 | 53,7                 | 53,7                 | 44,5                   | 44,5                   | 44,5                   | 44,5                   | 9,2   |      |      |      |      |     |
| Electografica/IMOP                                  | 28 de marzo de 2023     | Escaños | 33        | 33            | 33                   | 24                   | 24                   | 24                     | 24                     | 6                      |                        |       |      |      |      |      |     |
| Electografica/Sociometrica                          | 6 de marzo de 2023      | %       |           | ?             | 52,9                 | 52,9                 | 52,9                 | 45,6                   | 45,6                   | 45,6                   | 45,6                   | 7,3   |      |      |      |      |     |
| Electografica/Sociometrica                          | 6 de marzo de 2023      | Escaños | 29/34     | 29/34         | 29/34                | 24/28                | 24/28                | 24/28                  | 24/28                  | 3/6                    |                        |       |      |      |      |      |     |
| Libertad Digital/GAD3                               | 15 de febrero de 2023   | %       |           | ?             | 55,7                 | 55,7                 | 55,7                 | 43,1                   | 43,1                   | 43,1                   | 43,1                   | 13,8  |      |      |      |      |     |
| Libertad Digital/GAD3                               | 15 de febrero de 2023   | Escaños | 32        | 32            | 32                   | 25                   | 25                   | 25                     | 25                     | 7                      |                        |       |      |      |      |      |     |
| OKDIARIO                                            | 15 de octubre de 2022   | %       |           | ?             | 51,1                 | 51,1                 | 51,1                 | 47,4                   | 47,4                   | 47,4                   | 47,4                   | 3,7   |      |      |      |      |     |
| OKDIARIO                                            | 15 de octubre de 2022   | Escaños | 30        | 30            | 30                   | 27                   | 27                   | 27                     | 27                     | 3                      |                        |       |      |      |      |      |     |
| 40dB                                                | 6-13 de octubre de 2022 | %       |           | ?             | 51,4                 | 51,4                 | 51,4                 | 46,6                   | 46,6                   | 46,6                   | 46,6                   | 4,8   |      |      |      |      |     |
| 40dB                                                | 6-13 de octubre de 2022 | Escaños | 29        | 29            | 29                   | 28                   | 28                   | 28                     | 28                     | 1                      |                        |       |      |      |      |      |     |
| gad3                                                | 13 de julio de 2022     | %       |           | ?             | 56,1                 | 56,1                 | 56,1                 | 41,2                   | 41,2                   | 41,2                   | 41,2                   | 14,9  |      |      |      |      |     |
| gad3                                                | 13 de julio de 2022     | Escaños | 32        | 32            | 32                   | 25                   | 25                   | 25                     | 25                     | 7                      |                        |       |      |      |      |      |     |
| LaVanguardia                                        | 16 de mayo de 2022      | %       |           | ?             | 53,8                 | 53,8                 | 53,8                 | 42                     | 42                     | 42                     | 42                     | 11,8  |      |      |      |      |     |
| LaVanguardia                                        | 16 de mayo de 2022      | Escaños | 32        | 32            | 32                   | 28                   | 28                   | 28                     | 28                     | 4                      |                        |       |      |      |      |      |     |
| Elecciones a la Asamblea de Madrid de 2021          | 4 de mayo de 2021       | %       | 1 789 253 | 75,62%        | 57,22                | 57,22                | 57,22                | 33,96                  | 33,96                  | 33,96                  | 33,96                  | 23,26 |      |      |      |      |     |
| Elecciones a la Asamblea de Madrid de 2021          | 4 de mayo de 2021       | Escaños | 1 789 253 | 75,62%        | /                    | /                    | /                    | /                      | /                      | /                      | /                      | /     |      |      |      |      |     |
| Elecciones generales de España de noviembre de 2019 | 10 de noviembre de 2019 | %       | 1.765.443 | 74,05%        | 57.1                 | 57.1                 | 57.1                 | 41.4                   | 41.4                   | 41.4                   | 41.4                   | 15,7  |      |      |      |      |     |
| Elecciones generales de España de noviembre de 2019 | 10 de noviembre de 2019 | Escaños | 1.765.443 | 74,05%        | /                    | /                    | /                    | /                      | /                      | /                      | /                      | /     |      |      |      |      |     |
|                                                     |                         |         |           |               |                      |                      |                      |                        |                        |                        |                        |       |      |      |      |      |     |
| Elecciones municipales de 2019 en Madrid            | 26 de mayo de 2019      | %       | 1 635 963 | 68,23 %       | 51,09                | 51,09                | 51,09                | 44,74                  | 44,74                  | 44,74                  | 44,74                  | 6,35  |      |      |      |      |     |
| Elecciones municipales de 2019 en Madrid            | 26 de mayo de 2019      | Escaños | 1 635 963 | 68,23 %       | 30                   | 30                   | 30                   | 27                     | 27                     | 27                     | 27                     | 3     |      |      |      |      |     |

## Investidura del alcalde
En la votación de investidura que tuvo lugar en la sesión plenaria constitutiva de la corporación municipal celebrada el 17 de junio de 2023, José Luis Martínez-Almeida, del Partido Popular, resultó elegido con mayoría absoluta, con los votos de los 29 concejales del PP, mientras que el resto de los grupos municipales votaron por sus propios cabezas de lista. El 25 de octubre de 2023 tuvo lugar la constitución de los 21 plenos de distrito de la ciudad, repartidos en proporción al resultado electoral entre los grupos políticos con representación.
|  | 50,88 % |

|  | 21,05 % |

|  | 19,30 % |

|  | 8,77 % |

|  | 100 % |

|  | 100 % |